# 弗雷德里克·科南特
弗雷德里克·科南特（英語：Frederic Conant，1892年2月9日—1974年3月24日），美国男子帆船运动员。他曾代表美国参加1932年夏季奥林匹克运动会帆船比赛，联同罗伯特·卡尔森、坦普尔·阿什布鲁克、查尔斯·史密斯、小唐纳德·威尔斯·道格拉斯和埃米特·戴维斯获得一枚银牌。